# ラウデリーノ・クビノ
ラウデリーノ・クビノ（Laudelino Cubino González、1963年5月31日 - ）は、スペイン・ベハール出身の元プロロードレースの選手。主にステージレースの山岳区間で活躍したクライマー。

## 経歴
1986年にプロデビューし、翌1987年には早くもブエルタ・ア・エスパーニャで区間優勝を達成。1988年にはブエルタで区間1勝し総合4位、ツール・ド・フランスでも区間優勝を上げ総合でも13位と健闘した。この活躍により、一躍グランツールの総合優勝も狙える逸材として期待されるが、長丁場のグランツールでは「ガラスの膝」とまで揶揄される膝の故障に悩まされ途中リタイアを連発。最高でも1993年のブエルタの総合3位に留まった。
引退後は自転車旅行家向けのホテルを経営している。

## 主な戦績
- ブエルタ・ア・エスパーニャ　通算3勝
- ジロ・デ・イタリア　通算2勝
- ツール・ド・フランス　通算1勝

1987年　
ブエルタ・ア・エスパーニャ　ステージ1勝
1988年
トレス・カントス一周　総合優勝
ブエルタ・ア・エスパーニャ　ステージ1勝　総合4位
ツール・ド・フランス　ステージ1勝
1989年
バリェス・ミネロス一周　総合優勝
1990年
スペイン選手権優勝
カタルーニャ一周　総合優勝
スビーダ・エル・ナランコ　優勝
1991年
ブエルタ・ア・エスパーニャ　ステージ1勝
ブエルタ・ア・コロンビア　ステージ1勝
ドフィーネ・リベレ ステージ1勝
1992年
ブエルタ・ア・エスパーニャ　ステージ1勝
ドーフィネ・リベレ ステージ1勝
1993年
ブエルタ・ア・エスパーニャ　総合3位
ブルゴス一周　総合優勝　
1994年
ジロ・デ・イタリア　ステージ1勝
1995年
ジロ・デ・イタリア　ステージ1勝